# 總幹事
總幹事，通常是指一個民間團體，如協會中，行政部門最高領導者，相對於企業「總經理」的職務。
通常地方區域性、小型、社團法人的團體稱為總幹事，全國性、大規模、財團法人稱為「秘書長」或「執行長」。